# Sonnofilia
La sonnofilia è una parafilia caratterizzata dall'eccitazione stimolata mediante carezze o altri metodi, ma non mediante strumenti anestetici o violenti, tali da indurre una persona ad addormentarsi; il piacere sessuale si accompagna quindi, in questo caso, alla perdita di coscienza e all'induzione del sonno. L'eccitazione sessuale è data dall'avere un partner sotto controllo e che non può opporsi, come una sorta di sex doll vivente, configurandosi come feticismo sessuale e forma di dominazione e al contempo di masochismo mentale se l'astensione dall'atto sessuale diretto provoca sofferenza o è data da venerazione verso la persona che dorme, o senso di protezione.
In alcuni casi il termine è adottato anche con riferimento a comportamenti sessuali intimi ed espliciti, attuati nei confronti di un partner dormiente o sonnolente.
La parafilia può rivelarsi più grave se il soggetto induce il sonno con sostanze come alcol o farmaci o abusa della vittima, configurando una violenza sessuale.
Alcuni studiosi hanno rilevato un collegamento con le fantasie di necrofilia o incesto.
La sonnofilia leggera, se non consensuale, può configurarsi come molestia sessuale.